# Chondrilla
- Commons
- Wikispecies

Chondrilla é um gênero botânico pertencente à família Asteraceae.

## Espécies
- Chondrilla juncea
- Chondrilla lejosperma
- Chondrilla pauciflora

## Classificação do gênero
| Sistema | Classificação                               | Referência               |
| ------- | ------------------------------------------- | ------------------------ |
| Linné   | Classe Syngenesia, ordem Polygamia aequalis | Species plantarum (1753) |